# 시고촌 (효고현)
시고촌(四郷村)은 효고현 시카마군에 있던 촌이다. 현재의 히메지시에 해당한다.